# Sofia Mattsson
Sofia Magdalena Mattsson (Gällivare, 11 novembre 1989) è una lottatrice svedese, vincitrice della medaglia di bronzo alle Olimpiadi di Rio de Janeiro 2016 nei 53 kg.

## Palmarès
- Olimpiadi

Rio de Janeiro 2016: bronzo nei 53 kg.
- Mondiali

Herning 2009: oro nei 51 kg.
Mosca 2010: bronzo nei 51 kg.
Istanbul 2011: argento nei 59 kg.
Budapest 2013: argento nei 55 kg.
Tashkent 2014: argento nei 53 kg.
Las Vegas 2015: argento nei 53 kg.
- Europei

Sofia 2007: bronzo nei 48 kg.
Tampere 2008: argento nei 51 kg.
Baku 2010: oro nei 51 kg.
Belgrado 2012: argento nei 55 kg.
Tbilisi 2013: oro nei 55 kg.
Vantaa 2014: oro nei 55 kg.
Riga 2016: oro nei 53 kg.
Roma 2020: bronzo nei 55 kg.
- Giochi europei

Baku 2015: oro nei 55 kg.
Minsk 2019: oro nei 53 kg.